# Hyllus keratodes
Hyllus keratodes is een spinnensoort in de taxonomische indeling van de springspinnen (Salticidae).
Het dier behoort tot het geslacht Hyllus. De wetenschappelijke naam van de soort werd voor het eerst geldig gepubliceerd in 1882 door Alexander Willem Michiel van Hasselt.